# 에스텔 모셀리
에스텔 모셀리(프랑스어: Estelle Mossely, 1992년 8월 19일~)는 프랑스의 권투 선수이다. 2016년 하계 올림픽에서 여자 라이트급 금메달을 획득했으며 세계 선수권 대회에서 금메달 1개와 동메달 1개를 획득했다.